# 沙仙活地魔
《沙仙活地魔》（英語：Five Children and It），又譯《五個孩子與一個怪物》、《五個孩子與一個沙仙》，是英國作家伊迪絲·內斯比特創作的一部兒童奇幻小說，於1902年發行初版。故事主要講述五位小孩意外從沙中挖出一個許願怪物「莎米亞咚」，每天滿足他們一個願望。其續集《五個孩子和鳳凰與魔毯》和《五個孩子和一個護身符》分別於1904年和1905年出版。

## 主要角色
- 西里爾（Cyril），五名孩子的老大
- 安琪拉（Anthea），排行第二的姊妹。
- 羅伯（Rober），排行第三的兄弟。
- 珍娜（Jane），排行第四的姊妹。
- 希拉蕊（Hilary），五名孩子中年齡最小的，坐在嬰兒車裡的嬰兒。
- 「沙仙」莎米亞咚（Psammead），高齡八千歲的許願生物。

## 影響
英國作家J·K·羅琳曾表示《沙仙活地魔》是她創作《哈利波特》系列小說的靈感來源之一。
J·R·R·托爾金小說《羅佛蘭登》的角色「沙地巫師」（Psamathos Psamathides）也是以《沙仙活地魔》中的沙仙為原型。

## 改編作品
該小說曾被改編為日本卡通《莎米亞咚》。1991年，《沙仙活地魔》被英國BBC改編為電視劇《五個孩子和一个怪物》，總共6集。2004年，改編自該書的電影《沙仙活地魔》上映，由約翰·史蒂文森執導，並結合了幾位哈利波特系列電影的演員。

## 外部連結
- Five Children and It - 古腾堡计划